# Kurt Stechert
Kurt Stechert (geboren 19. September 1906 in Berlin; gestorben 16. Juni 1958 in Stockholm) war ein deutscher Schriftsteller, Publizist und Journalist.

## Leben
Kurt Stechert stammte aus einer Arbeiterfamilie und war früh erwerbstätig. Er schloss sich der sozialistischen Arbeiterjugend an und wurde Mitglied der SPD. Stechert besuchte die Heimvolkshochschule Tinz und wurde Journalist. Er wechselte 1930 in die SAPD und wurde Mitglied der Roten Kämpfer. Im Juni 1932 wurde er aus der SAPD ausgeschlossen und kehrte in die SPD zurück. Nach der Machtübergabe an die Nationalsozialisten 1933 war er kurzzeitig inhaftiert und floh dann in die ČSR, wo er für den Neuen Vorwärts und die Zeitschrift für Sozialismus schrieb und verschiedene Pseudonyme benutzte. 1936 zog er weiter nach Schweden. Er engagierte sich in verschiedenen Emigrantengruppen und wurde Mitarbeiter in der schwedischen Arbeiterpresse. Er veröffentlichte in schwedischer Sprache mehrere Bücher zum aktuellen politischen Geschehen, bei einer Gesamtauflage seiner Bücher mit 19.500 Exemplaren war er unter den Emigrationsautoren relativ erfolgreich. 
Stechert war 1947 Initiator der mit Hilfe des schwedischen „Hilfskomitees für demokratische Aufbauarbeit“ gegründeten Heimvolkshochschule Nissafors, an der junge Deutsche, die tagsüber in der genossenschaftlichen Gummifabrik arbeiteten, abends unterrichtet wurden. 
Er bemühte sich vergeblich um eine Rückkehr nach Deutschland. Seinen Lebensunterhalt verdiente er als Metallarbeiter in einem Kabelwerk. 

## Schriften

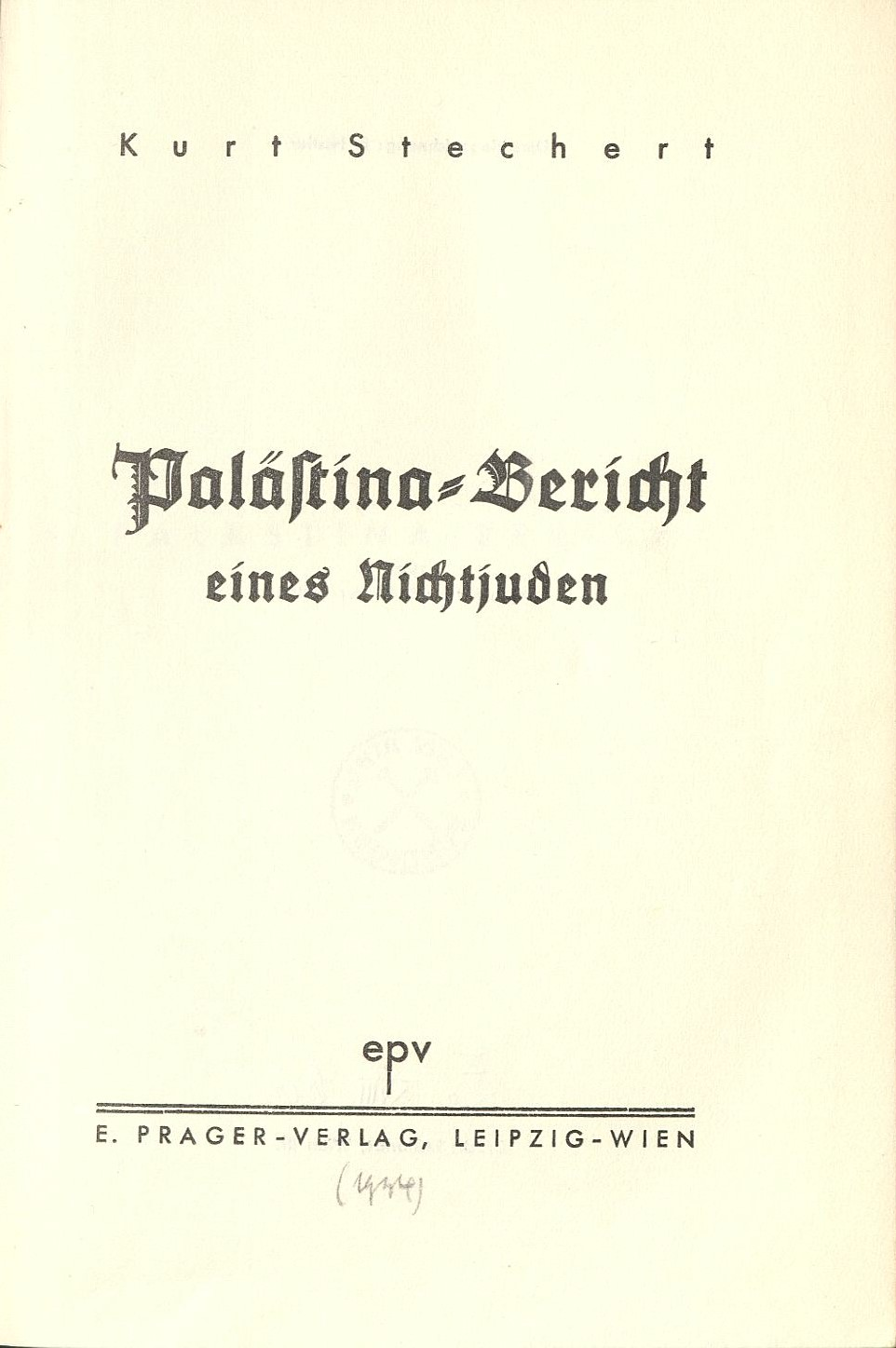
Palästina-Bericht (1934)

- Palästina-Bericht eines Nichtjuden. Wien : Eugen Prager, 1934
- Tyskland och Sovjetunionen. Stockholm : Kooperativa Förbundets Bokförlag, 1940
- I tsarismens fotspår : imperialismen, bolsjevismens sista etapp. Übersetzung des Manuskripts aus dem Deutschen Karl Olsson, Holger Ahlenius. Stockholm : Tiden, 1940
- Tysklands marsch mot Öster. Stockholm : Kooperativa Förbundets Bokförlag, 1941
- Tre gånger mot England. Stockholm : Kooperativa Förbundet, 1942
  - Dreimal gegen England : Napoleon, Wilhelm II., Hitler. Stockholm : Bermann-Fischer, 1945
- Hur kunde det hända? : tredje rikets uppkomst i historisk och sociologisk belysning. Stockholm : Kooperativa Förbundets Bokförlag, 1943 
  - Wie war das möglich? Stockholm : Bermann-Fischer, 1945
  - Wie war das möglich? : der Ursprung des Dritten Reiches in historischer und soziologischer Beleuchtung. Vorwort von Gert Schäfer. Neudruck der Ausgabe Stockholm 1945. Hildesheim : Gerstenberg, 1983